# Carmen Romero
Carmen Romero, de nombre completo María del Carmen Julia Romero López (Sevilla, 15 de noviembre de 1946) es una política y sindicalista española. Fue miembro de la Comisión Ejecutiva de la Federación de Enseñanza de UGT durante una década (1977-1987), diputada al Congreso por el PSOE por Cádiz durante más de catorce años (1989-2004) y diputada al Parlamento Europeo (2009-2014). En el XXI Congreso del PSOE participó activamente en la estrategia para la consecución del 25 % de la cuota de representación para las mujeres. 
De 1968 a 2008 estuvo casada con Felipe González Márquez, que fue presidente del Gobierno español entre 1982 y 1996.

## Biografía
Hija del coronel médico del Ejército del Aire y concejal de Sevilla que luchó en el bando sublevado durante la guerra civil española Vicente Romero y Pérez de León, se licenció en Filosofía y Letras por la Universidad de Sevilla, ejerciendo posteriormente como profesora agregada de instituto en materia de Lengua y Literatura.
Se afilió al PSOE en 1968, durante la dictadura del general Franco, cuando dicho partido era ilegal. Mantuvo durante años una presencia pública de muy bajo perfil, sin optar a ningún cargo público hasta 1989. Afiliada al sindicato de enseñanza de UGT, formó parte de la Comisión Ejecutiva Federal de FETE-UGT entre 1977 y 1987. En el XXI Congreso del PSOE participó activamente en la estrategia para la consecución del 25 % de la cuota de representación para las mujeres.

### Carrera política
Casada con el que fue elegido presidente del gobierno español en 1982, Felipe González cuando llegó al Palacio de La Moncloa se dio la circunstancia de que por primera vez una mujer con trabajo propio e independiente asumía el papel de «primera dama». «No hay un estatuto especial para ser la mujer del presidente, —explicó de su experiencia— sólo luchar por no dejar de ser tú misma».
En aquel momento ya formaba parte de la Comisión Ejecutiva de la Federación de Enseñanza de UGT pero en las elecciones generales del 29 de octubre de 1989 decidió participar de forma más activa en la política y se presentó en las listas del PSOE al Congreso de los Diputados, por la provincia de Cádiz.
Fue elegida diputada y mantuvo su escaño durante las legislaturas IV (1989-1993), V (1993-1996), VI (1996-2000) y VII (2000-2004), renunciando a repetir candidatura al Congreso en las elecciones generales del 14 de marzo de 2004, al mismo tiempo que su entonces marido Felipe González.
En 2001 se creó el Círculo Mediterráneo presidido por Carmen Romero con el objetivo de acercar posiciones políticas y culturales entre las dos orillas del Mediterráneo.
El 24 de noviembre de 2008 los medios informativos se hicieron eco de la ruptura del matrimonio entre Carmen Romero y Felipe González, y la relación sentimental de este con María del Mar García Vaquero.
En 2009 fue candidata a las elecciones al Parlamento Europeo en puesto número seis de la lista del PSOE y resultó elegida eurodiputada. Uno de los focos de su trabajo como eurodiputada fue potenciar la relación con los países del Mediterráneo. 
En 2014 Carmen Romero no renovó su candidatura como eurodiputada y se retiró de la política por problemas de salud.
En 2016 recibió el Premio Mujeres Progresistas, otorgado por la Federación de Mujeres Progresistas.